# Peter Rieger (Boxer)
Peter Rieger (* 5. Januar 1944 in Neiße, Kreis Oppeln, Oberschlesien) ist ein ehemaliger deutscher Boxer.

## Werdegang
Peter Rieger kam als Kind als Heimatvertriebener nach Berlin. Er begann dort als Jugendlicher mit dem Boxen und wurde Mitglied des TSC Berlin. Im Jahre 1962 trat er erstmals auf der internationalen Boxerszene in Erscheinung, als er die DDR in Junioren-Länderkämpfen gegen Polen vertrat. An internationalen Juniorenmeisterschaften konnte er nicht teilnehmen, weil zu seiner Zeit noch keine stattfanden.
1966 erreichte er bei der DDR-Meisterschaft der Senioren im Halbweltergewicht hinter Peter Tiepold vom SC Dynamo Berlin und Heiko Winter vom SC Magdeburg den 3. Platz. 1967 wurde er bei dieser Meisterschaft nach einer Niederlage im Endkampf gegen Peter Tiepold Zweiter. 1968 gelang es ihm dann mit einem Sieg über Ulrich Beyer vom ASK Vorwärts Berlin DDR-Meister im Halbweltergewicht zu werden.
Für die 1968 in Mexiko-Stadt stattfindenden Olympischen Spiele war im Halbweltergewicht trotzdem Peter Tiepold vorgesehen. Peter Rieger bekam aber die Chance, an diesen Spielen im Leichtgewicht teilzunehmen. Er schaffte es, das erforderliche Gewicht von 60 kg zu bringen. In Mexiko hatte er freilich kein Losglück, denn er traf dort gleich in seinem ersten Kampf auf den Jugoslawen Zvonimir Vujin, seinerzeit einer der besten Leicht- und später Halbweltergewichtler der Amateure weltweit. Peter Rieger lieferte Zvonimir Vujin einen hervorragenden Kampf und verlor nur knapp und umstritten mit 2:3 Richterstimmen. Er landete damit mit allen Verlierern seiner Runde auf dem 17. Platz.
In den folgenden Jahren hatte Peter Rieger keine Chance mehr, bei internationalen Meisterschaften für die DDR an den Start zu gehen, weil dieser in seiner Gewichtsklasse in Peter Tiepold und Ulrich Beyer hervorragende Könner zur Verfügung standen. Er belegte aber bei der DDR-Meisterschaft 1969 hinter Peter Tiepold noch einmal den zweiten Platz und wurde 1972 dritter Sieger hinter Ulrich Beyer und seinem Vereinskameraden Siebert.
Er arbeitete nach seinem Karriereende als Trainer und bewies seine fortwährende Fitness, als er im Jahre 2005 im Alter von 61 Jahren  einen Schaukampf gegen den zwei Jahre jüngeren René Weller bestritt und in diesem Kampf, der natürlich ohne Wertung blieb, sogar leichte Vorteile hatte.

## Internationale Erfolge
| Jahr | Platz | Wettbewerb             | Gewichtsklasse |                                                                                   |
| 1968 | 2.    | Honved-Cup in Budapest | Halbwelter     | nach einer KO-Niederlage i.d. 3. Runde gegen János Kajdi, Ungarn                  |
| 1968 | 17.   | OS in Mexiko-Stadt     | Leicht         | nach einer Punktniederlage gegen Zvonimir Vujin, Jugoslawien (2:3 Richterstimmen) |

## Länderkämpfe
| Jahr | Ort              | Begegnung                         | Gewichtsklasse | Ergebnis                                        |
| 1962 | Frankfurt (Oder) | DDR Junioren gegen Polen Junioren | Leicht         | Punktsieger über Jan Paszkowski                 |
| 1962 | Dessau           | DDR Junioren gegen Polen Junioren | Leicht         | KO-Sieger i.d. 1. Runde über Ryszard Zeman      |
| 1965 | Danzig           | Polen Junioren gegen DDR Junioren | Halbwelter     | Punktniederlage gegen Leszek Zelezniak          |
| 1965 | Dessau           | DDR gegen Jugoslawien             | Halbwelter     | Punktsieger über Branko Zupancic                |
| 1966 | Berlin           | DDR gegen Polen                   | Halbwelter     | Punktsieger über Ryszard Rybski                 |
| 1966 | Belgrad          | Jugoslawien gegen DDR             | Halbwelter     | Niederlage gegen Zvonimir Vujin                 |
| 1967 | Warschau         | Polen gegen DDR                   | Halbwelter     | T.KO-Niederlage i.d. 3. Runde gegen Jerzy Kulej |
| 1967 | Rzeszów          | Polen gegen DDR                   | Halbwelter     | T.KO-Sieger i.d. 1. Runde über Paluchowicz      |
| 1968 | Halle (Saale)    | DDR gegen Kuba                    | Leicht         | Punktniederlage gegen Roberto Caminero          |

## DDR-Meisterschaften
| Jahr | Platz | Gewichtsklasse | Ergebnis                                                                  |
| 1966 | 3.    | Halbwelter     | hinter Peter Tiepold, SC Dynamo Berlin u. Heiko Winter, SC Magdeburg      |
| 1967 | 2.    | Halbwelter     | nach einer Niederlage im Finale gegen Peter Tiepold                       |
| 1968 | 1.    | Halbwelter     | mit einem Sieg im Finale über Ulrich Beyer, ASK Vorwärts Berlin           |
| 1969 | 2.    | Halbwelter     | nach einer Niederlage im Finale gegen Peter Tiepold                       |
| 1972 | 3.    | Halbwelter     | hinter Ulrich Beyer, ASK Vorwärts Frankfurt (Oder) u. Siebert, TSC Berlin |